# Музика простих бројева
Музика простих бројева (британски поднаслов: Зашто је нерешени математички проблем важан; амерички поднаслов: Тражећи решење највеће математичке мистерије)- је књига Маркуса ду Сотоја, професора математике универзитета у оксфорду, о историји теорије простих бројева. То је прича о Римановој хипотези, чији би доказ могао да изазове револуцију у нашем разумевању простих бројева. Аутор прати историјски развој теорије бројева кроз приче о најзнаменитијим математичким умовима који су обликовали теорему кроз векове.

## Линкови
- ду Сотој, Маркус (2003). Музика простих бројева: тражећи решење највеће математичке мистерије.  0-066-210704.